# Friedrich Adolf Ebert
Friedrich Adolf Ebert (Taucha, 9 luglio 1791 – Dresda, 13 novembre 1834) è stato un bibliotecario e bibliografo tedesco.

## Biografia
Ebert nacque a Taucha, vicino a Lipsia, figlio di un pastore luterano. All'età di quindici anni, Friedrich fu nominato bibliotecario nella biblioteca municipale di Lipsia. Studiò teologia per un breve periodo a Lipsia, e in seguito filologia a Wittenberg, dove conseguì il dottorato di ricerca nel 1812. Nel 1811, pubblicò un'opera sulle biblioteche pubbliche. Nel 1812 pubblicò un'altra opera intitolata Hierarchiae in religum ac literas commoda.
Nel 1813 fu legato alla biblioteca dell'Università di Lipsia e nel 1814 fu nominato segretario della Biblioteca Reale di Dresda. Lo stesso anno pubblicò F. Taubmanns Leben und Verdienste e nel 1819 Torquato Tasso, con traduzione e annotazioni di Pierre Louis Ginguené.
Dal 1823 al 1825, Ebert fu bibliotecario del Duca di Brunswick a Wolfenbüttel. Tornò a Dresda nel 1827 e divenne il principale bibliotecario della biblioteca reale di Dresda.
Morì a Dresda il 13 novembre 1834, cadendo da una scala mentre era in biblioteca.

## Opere
- Die Bildung des Bibliothekars (1820)
- Geschichte und Beschreibung der königlichen Bibliothek in Dresden (1822)
- Zur Handschriftenkunde (1825–1827)
- Culturperioden des obersächsischen Mittelalters (1825)
- A general bibliographical dictionary, Volume 4 (1837)